# Гольцев Анатолій Миколайович
Анато́лій Микола́йович Го́льцев (нар. 11 жовтня 1943) — український кріобіолог. Доктор медичних наук. Професор. Дійний член НАН України (2009).
Народився в с. Трубетчино Трубетчинського району Липецької області.
Директор Інституту проблем кріобіології і кріомедицини НАН України (Харків).
Членом-кореспондентом НАН України Анатолія Миколайовича було обрано 16 травня 2003 року. З 2009 — академік НАН України.
З 2011 р. і досі є директором Держпідприємства «Міжвідомчий науковий центр кріобіології і кріомедицини НАН, АМН та МОЗ України».

## Премії
- 19 грудня 1992 року — Державна премія України в галузі науки та техніки за цикл праць «Створення наукових основ та методів кріоконсервування клітинних суспензій і їх застосування у медицині» (разом із групою учених, серед яких Володимир Луговий, Віктор Моїсеєв, Аполлон Білоус, Олексій Воротілін, Галина Лобинцева, Георгій Когут, Семен Лаврик) [1].
- 2008 рік — відзнака НАН України «За наукові досягнення»
- 2012 рік — Лауреат премії «Найкращий винахідник НАН України»